# كيلي فيرتشايلد
كيلي فيرتشايلد (بالإنجليزية: Kelly Fairchild)‏ هو لاعب هوكي الجليد أمريكي، ولد في 9 أبريل 1973 في هيبينغ في الولايات المتحدة.

## وصلات خارجية
- كيلي فيرتشايلد على موقع دوري الهوكي الوطني (الإنجليزية)
- كيلي فيرتشايلد على موقع قاعة مشاهير الهوكي (لاعب أن.إتش.أل) (الإنجليزية)
- كيلي فيرتشايلد على موقع EliteProspects.com (الإنجليزية)
- كيلي فيرتشايلد على موقع Eurohockey.com (الإنجليزية)
- كيلي فيرتشايلد على موقع HockeyDB.com (الإنجليزية)
- كيلي فيرتشايلد على موقع Hockey-Reference.com (الإنجليزية)